# Sebastes pinniger
Sebastes pinniger är en fiskart som först beskrevs av Gill, 1864.  Sebastes pinniger ingår i släktet Sebastes och familjen kungsfiskar. Inga underarter finns listade i Catalogue of Life.